# Domingo Miras
Domingo Miras Molina (Campo de Criptana, Ciudad Real, 5 de febrero de 1934-20 de enero de 2022) fue un dramaturgo español. Recibió el Premio Nacional de Literatura Dramática en el año 2000.

## Biografía
Su infancia se repartió entre Campo de Criptana y Purchena (Almería), donde su padre se marchó tras ser apartado de su profesión como maestro una vez acabada la guerra civil española. 
Entre 1951 y 1956 estudió derecho en Santiago de Compostela y en Madrid, ciudad esta última donde reside desde 1966. Fue miembro del Cuerpo Superior de Administradores Civiles del Estado, del que se jubiló en el año 2000.
Desde 1981 formó parte del Consejo de Redacción de la revista teatral Primer Acto y colaboró también en otras publicaciones.

## Características de la obra dramática de Domingo Miras
Su obra teatral puede articularse en tres ramas: los dramas realistas, los dramas históricos y el teatro de tema mitológico. En el teatro realista destacan especialmente dos obras: Una familia normal es una pieza en cuatro cuadros que narra los enfrentamientos, el cariño y las inquietudes de una familia que, dadas sus circunstancias económicas, decide "deshacerse" del abuelo que, al mismo tiempo, se niega a ser relegado a un geriátrico. Gente que progresa es, por su parte, una crítica al show business y, por ende, a la sociedad, ya que plantea la disyuntiva de un joven que es capaz de hacer cualquier cosa con el fin de triunfar en el mundo artístico, pero a costa de fracasar moralmente. Entre los dramas históricos, Las brujas de Barahona escenifica los procesos seguidos por la Inquisición de Cuenca entre los años de 1527 y 1530. Las obras mitológicas más importantes son Egisto (1971), Penélope (1971), Fedra (1972) y Entre Troya y Siracusa (1984). 
El tema central de sus obras es la libertad y cómo se pierde completamente cuando parece que está a punto de alcanzarse. Su teatro utiliza las técnicas del realismo, del surrealismo y del realismo mágico. Miras conoció y trató mucho a Antonio Buero Vallejo, quien llegó a prologar alguna de sus obras. Sus piezas se han traducido al italiano y se han representado también en Alemania e Inglaterra.

## Galardones
Obtuvo los premios Diego Sánchez de Badajoz (1974), por La Saturna; Lope de Vega (1975), por De San Pascual a San Gil; Lebrel Blanco (1979), por Las brujas de Barahona; Tirso de Molina (1980), por Las alumbradas de la Encarnación Benita; Palencia (1982), por El doctor Torralba; San Sebastián, (1994) por El Libro de Salomón; y Nacional de Literatura Dramática, (2000), por Una familia normal y Gente que prospera.
Las obras de Domingo Miras suelen estar centradas en torno a opersonajes marginados; también ha adaptado numerosos textos clásicos para niños. Su última pieza, Aurora (2002), se centra en el asesinato de la joven Hildegart a manos de su madre, una feminista fanática, en 1933. Este hecho le sirve a Miras para reflexionar sobre el fanatismo y la libertad.
El Ayuntamiento de Campo de Criptana, le nombró Hijo predilecto de Campo de Criptana (2022).

## Obras
- Una familia normal (1970)
- Egisto (1971)
- Gente que prospera (1971)
- Penélope (1971)
- Fedra (1972)
- La Saturna (1973)
- De San Pascual a San Gil (1974)
- La Venta del Ahorcado (1975)
- Las brujas de Barahona (1977-1978)
- Las alumbradas de la Encarnación Benita (1979)
- Prólogo a El barón de Moratín (1980), obra corta
- El jarro de plata (1980), obra corta
- El doctor Torralba (1980-1982)
- La Tirana (1982), obra corta
- Entre Troya y Siracusa (1984), obra corta
- La Monja Alférez (1986)
- El libro de Salomón (1993)
- Aurora (1996-1997)
- Alonso (A la sombra del Quijote) (1997-1998)
- Dos monjas (2003)
- Los que obedecen (2005)
- Crónicas de la antigua Roma (2009)
- Las vírgenes locas. Comedia escrita por cuatro ingenios desta Corte y Villa (Corredoira, Riaza, Miras, Murillo) (2011).[3]

Ha realizado diversas versiones teatrales:
- Por orden del Señor Alcalde (1975), cuatro entremeses del Siglo de Oro de distintos autores, refundidos y ensamblados
- Adaptación dramática para niños de El diablo Cojuelo (1975) de Luis Vélez de Guevara
- El arrogante español (1975), versión de El caballero de milagro, de Lope de Vega
- Ayax (1976), de Sófocles
- La villana de Vallecas (1982), de Tirso de Molina, en colaboración con Manuel Canseco y Domingo Yndurain
- Ivanov (1982), de Chéjov
- La Orestiada (1985), de Esquilo, en colaboración con Manuel Canseco y Francisco Rodríguez Adrados
- La familia de Pascual Duarte (1985), de Camilo José Cela, en colaboración con José Osuna
- No hay burlas con el amor (1986), de Pedro Calderón de la Barca, en colaboración con Manuel Canseco.